# Bar-sur-Seine
Bar-sur-Seine è un comune francese di 3 502 abitanti situato nel dipartimento dell'Aube nella regione del Grand Est.

## Società

### Evoluzione demografica
Abitanti censiti